# Banca Popolare di Cremona
La Banca Popolare di Cremona è stata un istituto di credito italiano.
Dal 27 dicembre 2011, oltre che un marchio del Banco Popolare presente nella bassa Lombardia, è anche un'area con sede a Cremona della Direzione territoriale Banca Popolare di Lodi, inclusa nell'omonima Divisione.

## Storia
La Popolare di Cremona è nata a Cremona nel 1865 con la denominazione Società Popolare di Mutuo Credito in Cremona, a seguito dell'iniziativa di alcuni operai, artigiani e piccoli commercianti, che hanno sottoscritto 700 azioni, costituendo un capitale di 35.000 lire.
Nel 2003 la Banca Popolare di Lodi acquisisce la maggioranza della Popolare di Cremona, che viene delistata dalla Borsa di Milano il 21 aprile 2004, in seguito all'ottenimento del 99,51% del capitale sociale tramite l'OPA che ha lanciato. La BPL non esercita il diritto d'acquisto, per permettere l'esercizio dei warrant put emessi, per cui la banca resta una S.p.A. con alcuni piccoli azionisti.
Il 1º luglio 2007 a seguito della fusione tra Banco Popolare di Verona e Novara e Banca Popolare Italiana che ha dato vita al Banco Popolare, è nata la Banca Popolare di Lodi S.p.A., alla quale è stato conferito il ramo di azienda bancaria della ex Banca Popolare di Lodi, controllata al 100% dalla nuova capogruppo, nella cui divisione è presente la "Banca Popolare di Cremona S.p.A.".
Dal 27 dicembre 2011, nell'ambito del progetto "Grande Banco Popolare", a seguito del perfezionamento della fusione per incorporazione nella capogruppo Banco Popolare Soc.Coop. della Banca Popolare di Cremona S.p.A., diventa un marchio del gruppo bancario che contraddistingue, all'incirca le sue 70 filiali, poste in Lombardia nelle province di Cremona e Brescia.